# Ruben Impens
Ruben Impens (31 marzo 1971) è un direttore della fotografia belga, noto per le sue collaborazione con Felix Van Groeningen e Julia Ducournau.

## Filmografia parziale

### Cinema
- Steve + Sky, regia di Felix Van Groeningen (2004)
- Dagen zonder lief, regia di Felix Van Groeningen (2007)
- Moscow, Belgium (Aanrijding in Moscou), regia di Christophe Van Rompaey (2008)
- De helaasheid der dingen, regia di Felix Van Groeningen (2009)
- Adem, regia di Hans Van Nuffel (2010)
- Alabama Monroe - Una storia d'amore (The Broken Circle Breakdown), regia di Felix Van Groeningen (2012)
- Belgica, regia di Felix Van Groeningen (2016)
- Raw - Una cruda verità (Grave), regia di Julia Ducournau (2016)
- Beautiful Boy, regia di Felix Van Groeningen (2018)
- The Mustang, regia di Laure de Clermont-Tonnerre (2019)
- Titane, regia di Julia Ducournau (2021)
- Le otto montagne, regia di Felix Van Groeningen e Charlotte Vandermeersch (2022)
- Fiore mio, regia di Paolo Cognetti (2024)
- Alpha, regia di Julia Ducournau (2025)

### Televisione
- Black Mirror – serie TV, episodio 3x05 (2016)

## Riconoscimenti
- Premi César
  - 2022 - Candidatura alla migliore fotografia per Titane
- Premi Magritte
  - 2018 - Candidatura alla migliore fotografia per Raw - Una cruda verità
  - 2022 - Migliore fotografia per Titane
- David di Donatello
  - 2023 - Migliore autore della fotografia per Le otto montagne
- Le Giornate della Luce
  - 2023 - Il Quarzo di Spilimbergo - Migliore autore della fotografia per Le otto montagne
  - 2023 - Il Quarzo dei Giovani - Migliore autore della fotografia per Le otto montagne
  - 2023 - Il Quarzo del Pubblico - Migliore autore della fotografia per Le otto montagne